# Ганбаатарын Одбаяр
Ганбаатарын Одбаяр (род. 20 августа 1989, Улан-Батор) — монгольский дзюдоист, чемпион и призёр чемпионатов Монголии, призёр чемпионатов Азии, мира и Азиатских игр, участник летних Олимпийских игр 2016 года в Рио-де-Жанейро.

## Карьера
Выступал в лёгкой весовой категории (до 73 кг). Чемпион (2011, 2015, 2017) и бронзовый призёр (2018-2020) чемпионатов Монголии. Серебряный (2017) и бронзовый (2015) призёр чемпионатов Азии. Серебряный призёр летних Азиатских игр 2014 года в Инчхоне. Бронзовый призёр чемпионата мира 2017 года в Будапеште.
На Олимпиаде 2016 года Одбаяр победил египтянина Мохамеда Моелдина, но уступил американцу Николасу Дельпополо и выбыл из борьбы за медали.